# Skansen Pszczelarski w Ostrowie Wielkopolskim
Skansen Pszczelarski im. Marty i Edwarda Pawlaków – skansen w Ostrowie Wielkopolskim zajmujące się historią pszczelarstwa. 
Utworzony w 1995 roku Położony na terenie Nowego Stawu - w obrębie Parku Kultury i Wypoczynku Piaski-Szczygliczka. Posiada zbiory tematyczne (eksponaty, archiwalia), liczne ule (ponad sto), często bardzo oryginalne i bogato zdobione (m.in. stylizowane na ratusze ostrowski i sulmierzycki). Obecnie jest częścią Parku Olbrzymich Owadów.